# Смирнов, Михаил Петрович (религиозный деятель)

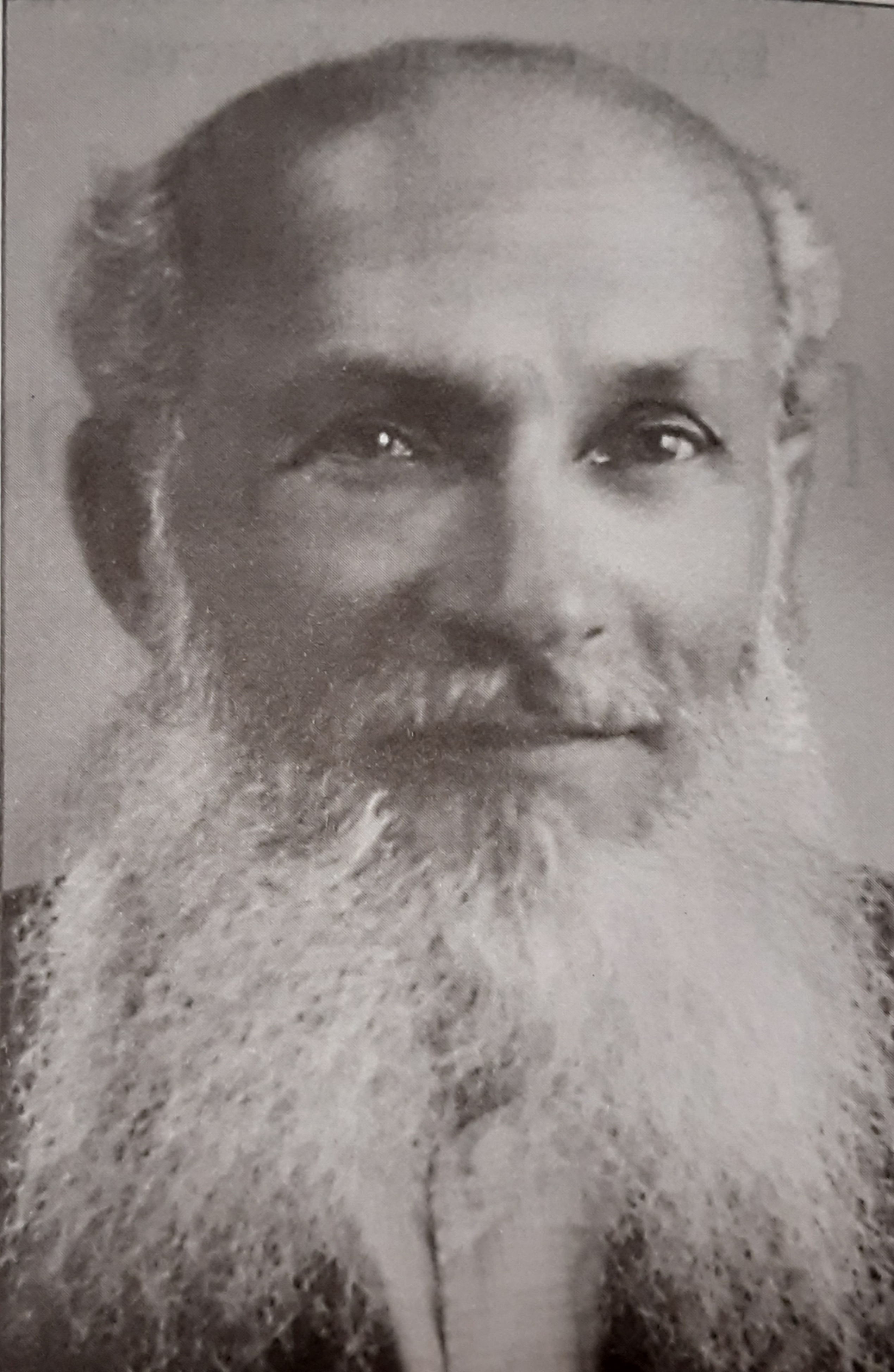
Смирнов Михаил Петрович

Михаил Петрович Смирнов  (1876—1959) — религиозный деятель, проповедник, миссионер, христианский публицист, автор многочисленных христианских статей и брошюр. Основатель христианского союза «Единение во Христе»

### Биография
Михаил родился 28 июля 1876 года в многодетной крестьянской православной семье в одном из сел Смоленской губернии. Отец Михаила, а позже и сам Михаил, работал управляющим имением. С детства проявлял особую набожность и стремление к Богу. В свободное от работы время в поисках Бога обошёл множество русских монастырей, такие путешествия продолжались до 1907 года.
В личной его Библии есть запись о том, что обратился он через брата Николая Зарембо из киевской церкви Евангельских христиан в 1908 году.
В воспоминаниях Николая Иванова «О наших духовных руководителях» подробно описано: «Утомившись от бесплодных поисков Истины по православным монастырям, после нескольких дней молитвы и поста, в одной из оставленных монахами пещере была получена ясность, что молитва услышана, пришли с ответом физические силы, чтобы идти ко входу в Лавру.
Среди паломников внимание было обращено на юношу, предлагавшего Новые Заветы. Он и пригласил Михаила Смирнова в Дом молитвы евангельских христиан, арендовавших зал по улице, теперь называемой Горького. Община христиан-баптистов в это время собиралась отдельно в доме по ул. Жилянская. Получив наставления от бр. Николая, М.Смирнов вернулся в ту пещеру, где молился раньше, и принёс Господу искреннее сердечное покаяние, которое принесло великую радость и жизнь в его сердце. Свидетельство о прощении грехов было для христиан того времени обычной практикой.
Возвратясь в Смоленскую губернию, на родину, брат Михаил стал рассказывать другим о пережитом, читать Евангелие вместе с жаждущими душами. Вскоре образовался кружок из местных христиан, обративший на себя внимание православных священников и жандармерии».
По словам самого Михаила Смирнова, он был членом общины Евангельских христиан. До 1914 года занимался миссионерской деятельностью, проповедовал Слово Божье в средней России, на Кавказе, в Сибири.
В 1914 году, в связи с началом Первой мировой войны был призван в русскую армию, принимал участие в боевых действиях, проходил службу санитаром.
В 1916 году работал в Петрограде на библейском складе, где и познакомился со своей будущей супругой Наталией Николаевной Щербаковой, дочерью дворянина, генерала Щербакова Николая Владимировича
В 1917 году в Гатчине супругами Смирновыми была основана христианская община «Филадельфийская церковь»
Статьи Михаила Смирнова печатались в газете Утренняя Звезда, в 1918 году им был написан некролог, посвящённый миссионерке Юлии Сикс.
В 1919 году супруги Смирновы по приглашению дяди Наталии, который был из знатного немецкого рода Гойнинген-Гюне, переезжают в Эстонию в город Раквере. В дальнейшем, в 1924 году семья Смирновых переезжает в город Пярну, в 1925 — в Нарву, в 1932 вновь возвращаются в Раквере. На протяжении всего времени Михаил Смирнов и его супруга занимаются активной миссионерской деятельностью, регулярно проповедуют в протестантских общинах Эстонии, занимаются изданием и написанием христианской духовной литературы. В Эстонии у супругов Смирновых родилось 4 детей: Даниил, Иоанн, Мариам,Иохаведа.

#### Основание «Единение во Христе»
16 сентября 1932 года уполномоченными органами Эстонской республики был зарегистрирован Христианский союз «Единение во Христе», основателем и руководителем которого стал Михаил Смирнов. Председателем Союза был избран Филипп Элустус, заместителем председателя — Андрес Вяэрисмаа, секретарём — Эдвальд Ыунапуу.
С 1933 по 1937 год «Единением во Христе», при активном участии Смирновых, издавался журнал на русском и эстонском языках «Солнце жизни», Михаилом Смирновым также были изданы брошюры «Что значит идти за Иисусом?»", Самовольные ходатаи ", «Беспокойные вопросы».
В 1935 году семья Смирновых переезжает в Таллинн, а в 1937 уезжает из Эстонии и поселяется в Хельсинки, Финляндия, где продолжает миссионерскую деятельность. После включения Эстонской республики в состав СССР и закрытия границ Михаил Смирнов поддерживал через письма связь с членами «Единения во Христе», которые были подвергнуты жестоким репрессиям со стороны новой коммунистической власти, многие из членов союза отбывали сроки в сталинских лагерях за веру.
В 1942 семья Смирновых переселяется в Стокгольм, Швеция. О жизни супругов Смирновых в Швеции информации мало, Михаил Смирнов до самой смерти через письма руководил деятельностью «Единения во Христе», поддерживал активную переписку со многими членами. Михаил Смирнов окончил свой земной путь 23 января 1959 года в Швеции. 